# Slider (informatique)

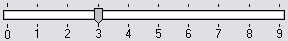
Un exemple d’un slider

Un slider, glissière, potentiomètre ou curseur de défilement, est un composant d'interface graphique permettant d'entrer une valeur numérique dans un programme en déplaçant un curseur sur une échelle graduée.
Dans certains cas, l'utilisateur peut spécifier une valeur simplement en cliquant sur un point de l’échelle.